# Lammassaari (ö i Norra Österbotten, Oulunkaari, lat 65,30, long 27,86)
Lammassaari är en ö i Finland. Den ligger i sjön Puhosjärvi och i kommunen Pudasjärvi i den ekonomiska regionen  Oulunkaari  och landskapet Norra Österbotten, i den centrala delen av landet, 600 km norr om huvudstaden Helsingfors. Öns area är 13 hektar och dess största längd är 0,7 kilometer i öst-västlig riktning.